# John Hartle
John Hartle (Chapel-en-le-Fri, 22 de diciembre de 1933 - Scarborough, 31 de agosto de 1968) fue un piloto británico de motociclismo, que participó en el Campeonato del Mundo de Motociclismo desde 1955 hasta su muerte en 1968.

## Carrera
Descubierto en el seno del equipo de Eric Bowers, Hartle hace su primera aparición en el Manx Grand Prix de 1953, donde fue 21.º en la clase Junior y  15.º en la clase Senior. En el siguiente año, llega a ser tercero en el Junior Manx GP.
Los buenos resultados a nivel nacional lo hacen debutar en el Mundial de 1955 como piloto oficial de Norton, al lado de Jack Brett y John Surtees. Hartle siguió en Norton hasta que 1956 la casa de Birmingham se retiró oficialmente de la competición. En esos dos años obtiene algunos buenos resultados incluyendo su primera victoria en el GP del Úlster de 1956.
Después de la retirada de Norton, en 1957 participó con motos privadas. En 1958, es contratado por MV Agusta para ser el compañero de John Surtees. Hartle permanece en la Cascina Costa hasta 1959 y suma tres subcampeonatos (en 1958 en 350cc y en 1959 y 1960 en 500cc). En 1960 el británico fue sustituido en MV por Remo Venturi aunque la Casa lombarda lo siguió llamando para competir en la Tourist Trophy. Ese año, Hartle vence la categoría Junior TT y fue segundo en Senior TT. Ese mismo año, con una Norton privada, vence de nuevo el GP del Úlster.
Después de dos años de pausa a causa de un accidente en el circuito de Scarborough, reapareció nuevamente en el Mundial en 1963, esta vez con una Gilera de cuatro cilindros junto a Geoff Duke, con la que obtiene la victoria en Assen. Al final de temporada acabó sexto en la general de 350 y tercero en 500cc.
Una grave lesión en el cráneo en la Coppa d'Oro Shell de Imola en 1964 le obliga a Hartle a otros dos años de rehabilitación. Reaparece en el Mundial de 1967 con una Matchless privada donde fue tercero por detrás de Agostini y Hailwood, mientras que en la Tourist Trophy vence en la clase Production 750 con una Triumph Bonneville.
En el Mundial de 1968 se presentó con una Matchless, pero en el TT fue llamado por MV para substituir a Agostini, con poca fortuna. Un accidente en la carrera de Production 750 le impidió a correr en Junior TT, mientras en la Senior TT se tuvo que retirar por una caída.
Hartle fallecería en un accidente en la carrera en el circuito de Scarborough el 31 de agosto de 1968.

## Resultados en el Campeonato del Mundo
Sistema de puntuación desde 1950 hasta 1968:
| Posición | 1 | 2 | 3 | 4 | 5 | 6 |
| Puntos   | 8 | 6 | 4 | 3 | 2 | 1 |

Sistema de puntuación desde 1969 en adelante:
| Posición | 1  | 2  | 3  | 4 | 5 | 6 | 7 | 8 | 9 | 10 |
| Puntos   | 15 | 12 | 10 | 8 | 6 | 5 | 4 | 3 | 2 | 1  |

(Carreras en negrita indica pole position; carreras en cursiva indica vuelta rápida)
| Año  | Clase  | Moto      | 1       | 2       | 3       | 4       | 5       | 6       | 7       | 8       | 9       | 10    | 11    | 12    | 13    | Pts | Pos  |
| ---- | ------ | --------- | ------- | ------- | ------- | ------- | ------- | ------- | ------- | ------- | ------- | ----- | ----- | ----- | ----- | --- | ---- |
| 1955 | 350cc  | Norton    |         | FRA -   | IOM 6   | GER -   | BEL -   | NED -   | ULS 2   | NAT -   |         |       |       |       |       | 7   | 10.º |
| 1955 | 500cc  | Norton    | ESP -   | FRA -   | IOM 13  | GER -   | BEL -   | NED -   | ULS 2   | NAT -   |         |       |       |       |       | 6   | 7.º  |
| 1956 | 350cc  | Norton    | IOM 3   | NED -   | BEL -   | GER -   | ULS 3   | NAT -   |         |         |         |       |       |       |       | 8   | 8.º  |
| 1956 | 500 cc | Norton    | IOM 2   | NED -   | BEL -   | GER -   | ULS 1   | NAT -   |         |         |         |       |       |       |       | 14  | 3.º  |
| 1957 | 250cc  | MV Agusta | GER 8   | IOM -   | NED -   | BEL 1   | ULS -   | NAT Ret |         |         |         |       |       |       |       | 4   | 12.º |
| 1957 | 350cc  | Norton    | GER 2   | IOM Ret | NED 6   | BEL Ret | ULS 4   | NAT 6   |         |         |         |       |       |       |       | 11  | 5.º  |
| 1957 | 500cc  | Norton    | GER -   | IOM -   | NED Ret | BEL Ret | ULS Ret | NAT 9   |         |         |         |       |       |       |       | 0   | -    |
| 1958 | 350cc  | MV Agusta | IOM Ret | NED 2   | BEL 2   | GER 2   | SWE -   | ULS 2   | NAT 2   |         |         |       |       |       |       | 24  | 2.º  |
| 1958 | 500cc  | MV Agusta | IOM Ret | NED 2   | BEL 3   | GER 2   | SWE -   | ULS 3   | NAT Ret |         |         |       |       |       |       | 20  | 2.º  |
| 1959 | 350cc  | MV Agusta | FRA 3   | IOM 2   | GER -   |         |         | SWE 2   | ULS Ret | NAT -   |         |       |       |       |       | 16  | 2.º  |
| 1959 | 500cc  | MV Agusta | FRA -   | IOM Ret | GER -   | NED -   | BEL -   | SWE -   | ULS Ret | NAT -   |         |       |       |       |       | 0   | -    |
| 1960 | 350cc  | MV Agusta | FRA -   | IOM 1   | NED Ret |         |         | ULS 2   | NAT 3   |         |         |       |       |       |       | 18  | 3.º  |
| 1960 | 500cc  | Norton    | FRA -   | IOM 2   | NED Ret | BEL 8   | GER -   | ULS 1   | NAT 5   |         |         |       |       |       |       | 16  | 3.º  |
| 1961 | 125cc  | Honda     | ESP -   | GER -   | FRA -   | IOM -   | NED -   | BEL -   | RDA -   | ULS Ret | NAT -   | SWE - | ARG - |       |       | 0   | -    |
| 1961 | 250cc  | Honda     | ESP -   | GER -   | FRA -   | IOM -   | NED -   | BEL Ret | RDA -   | ULS Ret | NAT Ret | SWE - | ARG - |       |       | 0   | -    |
| 1961 | 350cc  | Norton    |         | GER -   |         | IOM -   | NED -   | BEL -   | RDA -   | ULS -   | NAT Ret | SWE - |       |       |       | 0   | -    |
| 1961 | 500cc  | Norton    | ESP -   | GER -   | FRA -   | IOM -   | NED -   | BEL Ret | RDA -   | ULS Ret | NAT Ret | SWE - | ARG - |       |       | 0   | -    |
| 1963 | 350cc  | Gilera    |         | GER Ret |         | IOM 2   | NED -   |         | ULS -   | RDA -   | FIN -   | NAT - |       |       |       | 6   | 7.º  |
| 1963 | 500cc  | Gilera    |         |         |         | IOM 2   | NED 1   | BEL 15  | ULS 2   | RDA Ret | FIN Ret | NAT - | ARG - |       |       | 20  | 3.º  |
| 1964 | 500cc  | Norton    | USA 3   |         |         | IOM -   | NED -   | BEL -   | GER -   | RDA -   | ULS -   | FIN - | NAT - |       |       | 4   | 15.º |
| 1967 | 350cc  | Bultaco   |         | GER -   |         | IOM 7   | NED -   |         | RDA Ret | CZE 10  |         | ULS - | NAT - |       | JPN - | 0   | -    |
| 1967 | 500cc  | Matchless |         | GER -   |         | IOM 6   | NED -   | BEL -   | RDA 2   | CZE 5   | FIN 2   | ULS 2 | NAT 6 | CAN - |       | 22  | 3.º  |
| 1968 | 350cc  | Aermacchi | GER 7   |         | IOM -   | NED -   |         | RDA -   | CZE -   |         | ULS Ret | NAT - |       |       |       | 0   | -    |
| 1968 | 500cc  | Matchless | GER Ret | ESP -   | IOM Ret | NED 9   | BEL 11  | RDA 9   | CZE -   | FIN -   | ULS 3   | NAT - |       |       |       | 4   | 17.º |